# Žurnalistická etika
Žurnalistická etika je souhrnné pojmenování psaných i nepsaných norem, které se uplatňují v žurnalistice. Patří sem především etické kodexy, které přijímají jak jednotlivé redakce, tak organizace nebo státní instituce, aby novinářům poskytly vodítka, jak se rozhodovat v každodenních etických otázkách .
V novinářské etice se spolu střetává svoboda slova (zaručená v ČR článkem 17 Listiny základních lidských práv a svobod, v USA Prvním dodatkem Ústavy) s obecnou mírou vkusu, ochranou soukromí, ochranou práva na čest a důstojnost a zodpovědným hledáním objektivní pravdy.

## Historie
- Od 19. století se lidé začínají na tisk (především yellow-papers) dívat s despektem kvůli nedostatku zodpovědnosti a podbízení se čtenáři
- V roce 1918 ve Francii vychází Charta novináře
- V roce 1926 v USA vychází etický profesní kodex
- V roce 1947 v USA vychází zpráva Komise pro svobodu tisku, která klade důraz na princip svobody tisku společně s principem společenské zodpovědnosti tisku (Bordeaux)
- 1954 vzniká Mezinárodní federace novinářů
- Pod záštitou organizace UNESCO se v Paříži a Praze koná konference, která vydává Mezinárodní zásady žurnalistické etiky
- Deklarace ministrů států zúčastněných na 4. Evropské konferenci o politice hromadných sdělovacích prostředků konané v Praze v prosinci 1994 uznává v bodě 11 c, že „novináři mají právo přijímat své vlastní samoregulační normy, např. ve formě etického kodexu.“ Tak je stanoveno právo na samoregulaci.

## Etická žurnalistika v ČR
V Československu před rokem 1989 existovala žurnalistika oficiálně pouze ve své stranické podobě (Kodex stranického žurnalisty klade důraz na loajalitu, ideovost a lidovost). Po roce 1989 se tisk stal svobodným a dlouho nikdo nechtěl připustit, že by mohla existovat nějaká omezení. Důsledkem byla absence hlubší diskuze o etických problémech žurnalistické práce v 90. letech.
Jako první kodifikovala Česká televize. 27. září 1995 Rada ČT schválila Statut ČT, jehož součástí je i Kodex ČT. Zakotvil princip odpovědnosti a zásadní povinnost vést dělicí čáru mezi zprávami a názory. Od roku 1995 fungoval v ČT také Etický panel (funguje dodnes, avšak pouze formální činností).
Syndikát českých novinářů vydal 18. června 1998 Etický kodex novináře. Je závazný pro členy Syndikátu, Etická komise této organizace se kodexem řídí i při rozhodování o sporech mezi nečleny. Etický kodex má tři části:
1. Právo občanů na včasné, pravdivé a nezkreslené informace
2. Požadavky na vysokou profesionalitu
3. Důvěryhodnost, slušnost a serióznost zvyšují autoritu medií v žurnalistice

V říjnu roku 1998 časopis Týden jako první tištěné médium u nás zveřejnil svůj etický kodex na stránkách časopisu. Další kodexy následovaly: Hospodářské noviny (leden 2002), Mladá fronta Dnes (březen 2002), deníky Bohemia a Moravia (říjen 2004).
Mediální etice se věnuje CEMETIK (Centrum pro mediální etiku a dialog) pod FSS MU Brno. Popisují vlivy na tvorbu masmediálního obsahu: oficiální (regulace), obchodní (reklama), zájmové (financující subjekt/majitel) a neformální (cíle novinářů, přátel či lobby). Vliv mohou mít i interní/organizační rutiny, mediální rutiny, vtnitřní pohnutky novináře či celospolečenská ideologie.